# Tchien-čchi
Císař Tchien-čchi (čínsky 天啓, pinyin Tiānqǐ; 23. prosince 1605 – 30. září 1627) vlastním jménem Ču Jou-ťiao (čínsky 朱由校, pinyin Zhū Yóujiào) z dynastie Ming vládl v letech 1620–1627 mingské Číně. Nastoupil po svém otci, císaři Tchaj-čchangovi. Po převzetí vlády s novým rokem vyhlásil éru „Otevření se vůli nebes“, Tchien-čchi. Název éry je používán i jako jméno císaře.
Ču Jou-ťiao nastoupil na trůn patnáctiletý, po smrti svého otce, který vládl pouze jeden měsíc. Nevěnoval pozornost státním záležitostem a nepřevzal otcovy politické cíle. Je možné, že trpěl poruchami učení, byl negramotný a neprojevil zájem o studia.
Protože nebyl schopen číst memoranda k trůnu a státní záležitosti ho nezajímaly, hlava císařských eunuchů Wej Čung-sien si přisvojil výkonnou moc spolu s paní Kche, bývalou císařovou chůvou, císař se raději věnoval tesařství. Wej využil situace a začal prosazovat své stoupence na významné pozice v paláci. Mezitím paní Kche usilovala o udržení moci tím, že ostatní ženy z císařského harému nepřipouštěla v panovníkovi, izolovala je a snažila se je vyhladovět.
Konzervativní konfuciánští moralisté hnutí Tung-lin projevovali nespokojenost se stylem vládnutí. Vláda odpověděla tvrdými represáliemi, množství úředníků bylo popraveno. Život obyvatel se během vlády císaře Tchien-čchiho zhoršil a úřady musely čelit několika lidovým povstáním.
Císař Tchien-čchi zemřel roku 1627, byl následován svým bratrem Ču Jou-ťien, císařem Čchung-čenem.

## Císařovna, potomci
Císař Tchien-čchi měl celou řadu manželek, nejvyšší postavení měla císařovna Siao-aj-če (孝哀悊皇后, Siao-aj-če chuang-chou; † 1644), příjmením Čang (张), vdala se za Tchien-čchina roku 1621.
| Příjmení (titul) matky        | #  | Jméno                  | Narození – úmrtí     | Posmrtné jméno | Titul         | Udělení titulu |
| ----------------------------- | -- | ---------------------- | -------------------- | -------------- | ------------- | -------------- |
| ∞ Čang (císařovna Siao-aj-če) | 1. | Ču Cch'-žan (朱慈燃)   | 1623 (narozen mrtvý) | Chuaj-čchung   | korunní princ | posmrtně       |
| ∞ Fan (Chuej-fej)             | 2. | Ču Cch'-jü (朱慈焴)    | 1623–1624            | Tao-chuaj      | korunní princ | posmrtně       |
| ∞ Žen (Žung-fej)              | 3. | Ču Cch'-ťiung (朱慈炅) | 1625–1626            | Sien-čchung    | korunní princ | posmrtně       |

| Příjmení (titul) matky | #  | Titul                           | Příjmení a osobní jméno | Narození – úmrtí |
| ---------------------- | -- | ------------------------------- | ----------------------- | ---------------- |
| ∞ Fan (Chuej-fej)      | 1. | princezna Jung-ning (永宁公主)  | Ču Šu-e (朱淑娥)        | 1622–1624        |
| ∞ Li (Čcheng-fej)      | 2. | princezna Chuaj-ning (怀宁公主) | Ču Šu-mo (朱淑嫫)       | 1624–1625        |